# カザルツァ・リーグレ
カザルツァ・リーグレ (イタリア語: Casarza Ligure) は、イタリア共和国リグーリア州ジェノヴァ県にある、人口約6,700人の基礎自治体（コムーネ）。

## 地理

### 位置・広がり

#### 隣接コムーネ
隣接するコムーネは以下の通り。括弧内のSPはラ・スペツィア県所属を示す。
- カスティリオーネ・キアヴァレーゼ
- マイッサーナ (SP)
- モネーリア
- ネー
- セストリ・レヴァンテ

### 地震分類
イタリアの地震リスク階級 (it) では、3 に分類される
。

## 行政

### 分離集落
カザルツァ・リーグレには、以下の分離集落（フラツィオーネ）がある。
- Bargonasco, Bargone, Barletti, Battilana, Cardini, Francolano, Massasco, Noano, San Lazzaro, Verici